# Ubari
Ubari é um distrito do município brasileiro de Ubá, estado de Minas Gerais. Localiza-se a noroeste da sede municipal, da qual dista cerca de 20 quilômetros. Foi criado em 27 de dezembro de 1948, pela lei no. 336, que elevou o povoado de Convento à condição de distrito com o nome de Ubari.